# Дервишоглу, Халил
Халил Ибрахим Дервишоглу (тур. и нидерл. Halil İbrahim Dervişoğlu; род. 8 декабря 1999, Роттердам, Южная Голландия) — турецкий и нидерландский футболист, нападающий турецкого клуба «Галатасарай» и сборной Турции. Выступает на правах аренды за клуб «Газиантеп».

## Клубная карьера
Дервишоглу присоединился к футбольной академии роттердамской «Спарты» в возрасте 10 лет. 10 мая 2018 года дебютировал в основном составе «Спарты» в матче плей-офф переходного турнира Эредивизи против «Дордрехта». 12 мая 2018 года он подписал с клубом свой первый профессиональный контракт. 24 февраля 2019 года забил четыре мяча в матче Эрстедивизи против «Гоу Эхед Иглз». 9 августа 2019 года забил свой первый гол в высшем дивизионе чемпионата Нидерландов против «ВВВ-Венло». В тот же день было объявлено, что Дервишоглу перейдёт в английский клуб «Брентфорд» в январе 2020 года.
6 октября 2020 года перешёл на правах аренды в «Твенте».

## Карьера в сборной
Дервишоглу родился в Нидерландах в семье выходцев из Турции, поэтому может выступать за национальные сборные любой из этих стран. С 2018 года он выступал за сборную Турции до 19 лет, в том же году дебютировал в составе сборной Турции до 21 года.